# Décès en 1196
Décès
- 1192
- 1193
- 1194
- 1195
- 1196
- 1197
- 1198
- 1199
- 1200

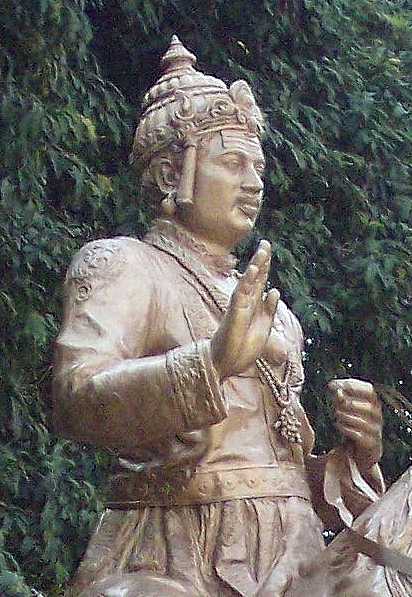
Statue de Basava, mort en 1196.

Cette page dresse une liste de personnalités mortes au cours de l'année 1196 :
- Entre le 1er et le 25 mars : Alphonse II d'Aragon, ou Alphonse le Chaste ou le Troubadour, roi d'Aragon et comte de Ribagorce, sous le nom d' Alphonse II, de Barcelone, de Gérone, de Besalú sous le nom d'Alphonse Ier, de Provence, vicomte de Carlat, comte de Roussillon et de Pallars Jussà.
- 24 avril : Béla III de Hongrie, roi de Hongrie.
- 2 mai : Othon VI d'Andechs, évêque de Bamberg.
- 21 juillet : Marquise d'Albon, comtesse d'Auvergne.
- 1er août : Simon de Limbourg, prince-évêque de Liège et cardinal.
- 14 août : Henri IV de Luxembourg, comte de Luxembourg et comte de Namur.
- 15 août : Conrad II de Souabe, duc de Franconie de Rothenbourg et de Souabe.
- 11 septembre : Maurice de Sully, évêque de Paris qui entreprend en 1163, la construction de la cathédrale Notre-Dame de Paris.
- 5 décembre : Richard d'Acerra, baron italo-normand du royaume de Sicile, comte d'Acerra.

- Amaury Ier de Meulan, seigneur de Beaumont, de Gournay-sur-Marne et de la Queue-en-Brie.
- Basava, important philosophe shivaïte, peut-être fondateur d'une secte shivaïte de premier ordre, chef en tout cas des lingâyat.
- Daniel de Grammont, troisième abbé de l'abbaye de Cambron.
- Echive d'Ibelin, reine de Chypre et de Jérusalem.
- Ivan Asen Ier, souverain bulgare (tsar) d'origine valaque.
- Meinhard de Holstein, prêtre germanique de l’Ordre des Augustins, premier évêque de Livonie et probablement originaire de Segeberg.
- Hugues III de Rodez, comte de Rodez.
- Iaropolk Vladimirski, grand duc de Vladimir, tsar de Russie.
- Maurice II de Craon, seigneur de Craon, gouverneur d'Anjou et du Maine.
- Raoul Ier de Roucy, comte de Roucy.
- Taira no Kagekiyo, samouraï du clan Taira.

## Crédit d'auteurs
- Cet article est partiellement ou en totalité issu de l'article intitulé « 1196 » (voir la liste des auteurs).